# Porezna osnovica
Porezna osnovica je baza na koju se primjenjuje porezna stopa i nakon toga se dobiva iznos poreza koji je potrebno platiti.

## Vrste poreznih osnovica
- porezna osnovica po količini (specifična)

→ koja je određena količinom koja se izražava mjernim jedinicama (npr. porez od 20 n.j. na 1 kutiju cigareta)
- porezna osnovica po vrijednosti (ad valorem)

→ utvrđena na temelju vrijednosti poreznog objekta (predmeta oporezivanja) i izvršava se u novcu
- paušalna porezna osnovica

→ utvrđuje se tako da se prilikom njezinog utvrđivanja vodi računa samo o nekim pojedinim zasebnim elementima vezanim uz porezni objekt
- stvarna porezna osnovica

→ direktno se istražuje vrlo veliki broj elemenata koji su relevantni za utvrđivanje porezne osnovice

## Problem utvrđivanja visine porezne osnovice
Kod izračunavanja porezne osnovice postoji problem utvrđivanja njezine visine. Stoga postoji pet (5) metoda koje se koriste kod utvrđivanja visine porezne osnovice :
1. indicijarna (automatska)
Stara metoda koja se koristila u 18.st. gdje se porezna osnovica utvrđivala prema lako uočljivim vanjskim znakovima (npr. 1 dvorac, 5 vrata i 7 dimnjaka).
indicije → dokazi izvana
2. direktna
Metoda vlastite prijave gdje se porezna obveza utvrđuje na temelju podataka koje porezni obveznik dostavi poreznoj upravi.
3. indirektna
Metoda prijave treće osobe → porezna uprava bira treću osobu koja je bliska poreznom obvezniku (računovođa, banka, sud) i onda dostavlja podatke o poreznom obvezniku.
4. administrativna (službena)
Porezna uprava ne prihvaća kao točne podatke koje je dostavio porezni obveznik nego tada sam utvrđuje činjenice na temelju kojih će onda utvrditi poreznu osnovicu.
5. metoda parifikacije (komparacije, uspoređivanja)
Poreznoj upravi nedostaju potpuni podaci ili se za dostavljene podatke smatra da su nepouzdani → porezna uprava tada traži poreznog obveznika sa sličnom djelatnošću i sličnim dohotkom te uspoređuje ta dva porezna obveznika. Na temelju tih podataka iz komparacije dvaju sličnih poreznih obveznika se dobiva porezna osnovica.